# Армен Каммер
Армен Каммер (нім. Armin Kammer) (1932) — швейцарський дипломат. Надзвичайний і Повноважний Посол Швейцарської Конфедерації в Україні (1993—1996).

## Життєпис
З 1965 — співробітник Департаменту міжнародних організацій, секція Організації Об'єднаних Націй і міжнародних організацій, Політичне управління
З 1968 — співробітник Посольства Швейцарії в Боготі
У 1970—1972 — співробітник посольства Швейцарії в Каїрі
З 1973 — Заступник начальника Департаменту міжнародних організацій, іноземні інтереси
У 1974 — брав участь в роботі Генеральної асамблеї ООН
Січень 1974 — квітень 1977 — Заступник Департаменту міжнародних організацій, Відділ міжнародних організацій, Секції Організації Об'єднаних Націй і міжнародних організацій
З 1978 — Начальник відділу Міністерства закордонних справ Швейцарії, Управління у справах міжнародних організацій
З 1 жовтня 1980 по 30 червня 1984 — Надзвичайний і Повноважний Посол Швейцарської Конфедерації в Гавані (Куба)
З 1 вересня 1984 по 31 серпня 1989 — Надзвичайний і Повноважний Посол Швейцарської Конфедерації в Бангкоку (Таїланд)
З 1 вересня 1989 по 1 липня 1993 — Надзвичайний і Повноважний Посол Швейцарської Конфедерації в Найробі (Кенія)
З 5 лютого 1993 по 31 липня 1996 — Надзвичайний і Повноважний Посол Швейцарської Конфедерації в Києві (Україна)